# Diphyus japonicus
Diphyus japonicus là một loài tò vò trong họ Ichneumonidae.